# Dynastie Harfoush
La dynastie Harfoush (ou Harfouche, Harfuch, Harfouch, mais le plus souvent orthographiée Harfoush, toutes étant des transcriptions variantes du même nom de famille arabe حرفوش) est une dynastie descendant de la tribu des Khuza'a, qui a contribué, sous le règne de Mahomet, à la conquête de la Syrie. Les Harfoush sont considérés comme le groupe chiite le plus connu de l'histoire du Liban à l'époque ottomane, lorsqu'ils contrôlaient le district de Baalbek et plusieurs parties de la vallée de la Bekaa. Leur appartenance chiite a été un facteur majeur dans la rivalité entre les Harfoush et la famille druze libanaise des Ma'n (en).[réf. nécessaire]
Les notables chiites tels que les émirs Harfoush de Baalbek et de la vallée de la Bekaa étaient parmi les intermédiaires locaux les plus recherchés par l'État ottoman. Plus tard, les Hamadas accédèrent au pouvoir et exercèrent leur contrôle sur de nombreuses fermes fiscales dans l’arrière-pays rural de Tripoli au XVIIe siècle, grâce à des relations complexes avec les autorités ottomanes et les communautés locales non chiites. Les Harfoush et les Hamadas, tous deux appartenant à l'islam chiite au Liban, contestaient l'extension territoriale et le pouvoir de l'émirat druze du Chouf. Contrairement aux Druzes, les émirs chiites étaient régulièrement dénoncés pour leur identité religieuse et persécutés sous la définition d’hérétiques (Kizilbaches) d’Ebu's-Suud.
Les Harfoush étaient une dynastie régionalement prééminente depuis les débuts de l'époque mamelouke et servaient même de mécènes pour les sanctuaires et les érudits chiites locaux. Pour les Ottomans, ils étaient donc toujours des candidats de premier plan pour les postes fiscaux et politiques locaux, y compris le poste de gouverneur militaire de la sous-province de Homs, auquel ils étaient nommés pour contrebalancer partiellement l'influence de l'émirat druze, de plus en plus hégémonique.

## Histoire

### XVesiècle
L’historien mamelouk tardif Ibn Tawq (en) identifie un certain Ibn Harfoush comme Muqaddam (en) des villages du Mont Anti-Liban, Al-Jebbah (en) et Assal al-Ward, dès 1483. Plus tard, Ibn al-Himsi et Ibn Tulun mentionnent un Ibn Harfoush en tant que na'ib (adjoint) de Baalbek en 1498. Ce Ibn Harfoush non nommé apparaît dans une source d’archives ottomane dès 1516, lorsque lui et plusieurs autres notables locaux signèrent une lettre offrant leur soumission au sultan Sélim Ier, mais il fut exécuté en 1518 par Janbirdi al-Ghazali pour rébellion.

### XVIesiècle
On n’a pas de nouvelles concernant la participation éventuelle de Musa Harfush à la campagne du Yémen (dirigée en fait contre les forces de l’imam zaïdite chiite), et dans les années suivantes, les Harfoush furent nommés Sandjak-bey de Homs et de Tadmor plutôt que de Saïda. Si rien d'autre, le fait qu’il ait été choisi pour diriger une division auxiliaire tribale en échange d’un poste de gouverneur officiel en 1568 — plus de vingt ans avant que la famille Ma‘n ne reçoive son titre d’émir — témoigne à la fois des possibilités et des limites de l'intégration des chiites sous la domination ottomane : la monétarisation progressive du gouvernement provincial et la privatisation de la puissance militaire vers la fin du XVIe siècle créèrent un contexte dans lequel les chefs tribaux non sunnites constituaient des candidats viables, voire idéaux, pour des concessions fiscales et policières locales, accrédités par l’État et intégrés dans la hiérarchie administrative militaire impériale. Pourtant, leur succès dépendrait également de leur capacité à exercer une influence locale, à transcender leurs bases parochiales étroites, à lever des revenus et à tirer parti de l'évolution de la situation économique de la Syrie occidentale. Les émirs Harfoush furent parmi les premiers de la région à être cooptés par l'État ottoman, mais ils ne résistèrent pas à long terme à la concurrence d'autres forces locales.

#### Transformer Saïda-Beyrouth en *beğlerbeğlik*
Comme ailleurs dans l’empire, les unités administratives telles que les sandjaks, eyalets et fermes fiscales n’étaient pas précisément délimitées et pouvaient être réorganisées selon les besoins du gouvernement ou l'importance personnelle de leur titulaire. Les Ottomans envisagèrent brièvement de transformer Saïda-Beyrouth (en) en Beylerbeylik sous ‘Ali Harfush en 1585 ; à partir de 1590, Fakhr al-Din Ma‘n et ses fils détenaient Safed puis Saïda-Beyrouth pendant de nombreuses années en tant que sancak-bey.

### XVIIesiècle

#### Bataille d‘Anjar
Le chef des Harfush, l’émir Yunus al-Harfush (ar), était en conflit avec le seigneur druze libanais (en) Fakhreddine II au début des années 1600. À cause de ce conflit, Fakhr al-Din décida de se retirer dans la vallée de la Bekaa. La dynastie Harfush souhaitait prendre le contrôle des territoires de la famille Ma'an durant l'exil de Fakhr al-Din. Yunus avait pour allié Mustafa Pacha, gouverneur de Damas. Yunus et Mustafa Pacha voulaient s'emparer du Sanjak de Safed (en), alors sous la domination de Fakhr al-Din. Ce dernier, de retour d'Italie, traversa la Bekaa, captura Mustafa Pacha et vainquit l’émir des Harfush.[réf. nécessaire]
Des informations sur la vallée de la Bekaa avant et après la bataille d’Anjar sont disponibles dans un registre récemment publié sur les nominations de l'*iltizam* dans la province de Damas, couvrant les années 1616 à 1635. Ce registre fournit notamment des preuves documentaires de la marginalisation croissante des Harfush et de l’ascension des Shihabi de Wadi Taym, nouveaux concurrents pour les fermes fiscales gouvernementales dans la région. À partir de 1618, par exemple, autour de l’époque du retour de Fakhr al-Din de Toscane, Yunus Harfush fut contraint de renoncer aux revenus habituellement dus à l'*emin* de Baalbek en provenance du village de ‘Aytha, après que le mufti de Damas (originaire de ‘Aytha) eut demandé que ces revenus lui soient attribués pour favoriser, en théorie, la revitalisation et le repeuplement de la région. Même dans les années suivantes, après que les Harfush avaient repris le contrôle de la Bekaa aux Ma'an et que le mufti était décédé depuis longtemps, le village demeura officiellement exclu de leurs possessions.
Le registre éclaire aussi le contexte administratif de la *fitna* (strife) entre les Harfush et les Ma'an en 1623-1624. Il corrobore les affirmations des chroniqueurs locaux selon lesquelles Fakhr al-Din aurait proposé d’envoyer au sultan 100 000 pièces d’or pour obtenir la concession fiscale de Baalbek, mais remet en question l’idée que le gouverneur de Damas ait simplement « ignoré » l’offre ou négligé les ordres de la Sublime Porte pour l’installer. L’offre de Fakhr al-Din fut égalée par Yunus, et l’*iltizam* fut reconfirmé en faveur de son fils ‘Ali Harfush par les *kadi* de Damas et de Baalbek immédiatement après la bataille d’Anjar.

#### L'un de leurs érudits bien connus
Il y eut au moins un érudit imamite originaire de la Bekaa portant le nom de Harfush à l’époque ottomane : Muhammad ibn ‘Ali al-Harfushi (mort en 1649), un fabricant de tissus, grammairien et poète de Karak Nuh (en), apparemment persécuté pour *rafd* à Damas, qui s’installa ensuite en Iran où il reçut un poste officiel de l’État.

### XVIIIesiècle

#### La bataille d'Ayn Dara et le rôle de l’émir des Harfush
Les Harfoush semblent avoir repris le contrôle de Baalbek en 1702, lorsque des récits locaux indiquent qu'un cheikh chrétien d’Aqura, au Mont Liban, entra au service de l’émir Husayn (Harfush) en tant que yazıcı (secrétaire), en raison de ses compétences en turc. En 1711, des rapports consulaires français suggèrent que Husayn Harfush offrit un abri à Haydar Shihabi, puis fournit 2 500 troupes pour l'aider à éliminer ses rivaux druzes lors de la bataille d'Ain Dara, et à s'établir comme émir unique du Chouf. Curieusement, cet événement n'est pas abordé dans les chroniques de H. A. al-Shihabi ni dans celles d'autres auteurs de l'époque.

#### Soutien aux chiites du Mont Liban
L'historien de la cour ottomane Raşid (mort en 1735) condense plusieurs événements importants dans son récit officiel (mais omet les atrocités commises contre les villageois chiites). Les Hamadas, soutenus par les ʿAwjan ainsi que par les Harfush, furent pris dans de fortes neiges alors qu'ils fuyaient vers Baalbek. On estime que 150 hommes périrent. Ce furent les Khazins qui empêchèrent le massacre total des survivants, en affirmant de manière trompeuse qu'ils n'avaient pas l'autorisation de Maan de quitter la province de Tripoli, et orientèrent les forces impériales ailleurs. Cependant, Ali Paşa ne se contenta pas de cela. Une chasse à l'homme fut lancée contre les Hamadas et leurs confédérés, chiites ou non. Des villages innombrables furent incendiés, des femmes réduites en esclavage et des têtes coupées ramenées à Tripoli. Fin août, il envoya une autre armée dans le Ftuh uniquement pour piller les fermes. Lors d'une tentative pour récupérer une partie de leurs animaux, Husayn ibn Sirhan, son cousin Hasan Dib et plusieurs compagnons furent capturés et tués. Fin octobre, lorsque Abd al-Ghani al-Nabulsi (en) visita Tripoli, Ali Paşa était toujours en train "d'affronter les hérétiques obstinés, la faction des Hamada",.

#### Alliance resserrée avec les Orthodoxes
Tout comme les Hamadas, les émirs Harfoush furent impliqués à plusieurs reprises dans la sélection des responsables ecclésiastiques et la gestion des monastères locaux. La tradition soutient que de nombreux chrétiens quittèrent la région de Baalbek au XVIIIe siècle pour la ville plus récente et plus sûre de Zahlé en raison de l’oppression et de la rapacité des Harfoush, mais des études plus critiques ont remis en question cette interprétation, soulignant que les Harfoush étaient étroitement alliés à la famille orthodoxe Maalouf (en) de Zahle (où Mustafa Harfoush se réfugia quelques années plus tard) et montrant que les déprédations provenant de diverses sources ainsi que l’attrait commercial croissant de Zahle expliquaient le déclin de Baalbek au XVIIIe siècle. La répression qui existait n’a pas toujours visé la communauté chrétienne en tant que telle. La famille chiite ‘Usayran, par exemple, aurait également quitté Baalbek pendant cette période pour éviter l’expropriation par les Harfoush, s’établissant comme l’une des principales familles commerciales de Saïda et servant plus tard même comme consuls d’Iran.

### Fin
En 1865, le gouvernement ottoman ordonna l'envoi des derniers émirs Harfoush à Edirne en Turquie pour y être exilés ; plus tard, la plupart d'entre eux retournèrent à Baalbek, mais d'autres ne purent pas et restèrent à Istanbul ; par la suite, l'émir Ahmad bin Mohamad bin Soultan El-Harfouche (ar) fut transféré au Caire.

### Effet de la disparition de l'émirat des Harfoush
La disparition abrupte de l'émirat des Harfoush laissa la communauté chiite de Baalbek privée de toute direction sociale indigène et profondément enracinée, ce qui en fit un terrain propice à l'émergence de mouvements idéologiques de masse inspirés de l'étranger, tels que le communisme, le nassérisme et le Hezbollah, dans le Liban tumultueux du XXe siècle.

## Aujourd'hui
Aujourd'hui, les Harfoush possèdent encore de vastes hectares de terres à Baalbek, le principal cimetière de Baalbek et deux villages demeurent en leur mémoire : le village de Harfouche et le village de Mrah el-Harfouch[réf. nécessaire]. Le nom de Yunus al-Harfouche est également gravé sur la plus ancienne mosquée de la ville de Baalbek. De nos jours, la famille est plus fréquemment appelée « famille Al Harfouch » plutôt que « dynastie Harfouch ». Cependant, dans les familles locales de la Bekaa, les Al Harfouch sont toujours tenus en haute estime comme les défenseurs héroïques de la région et de ses habitants.

## Galerie

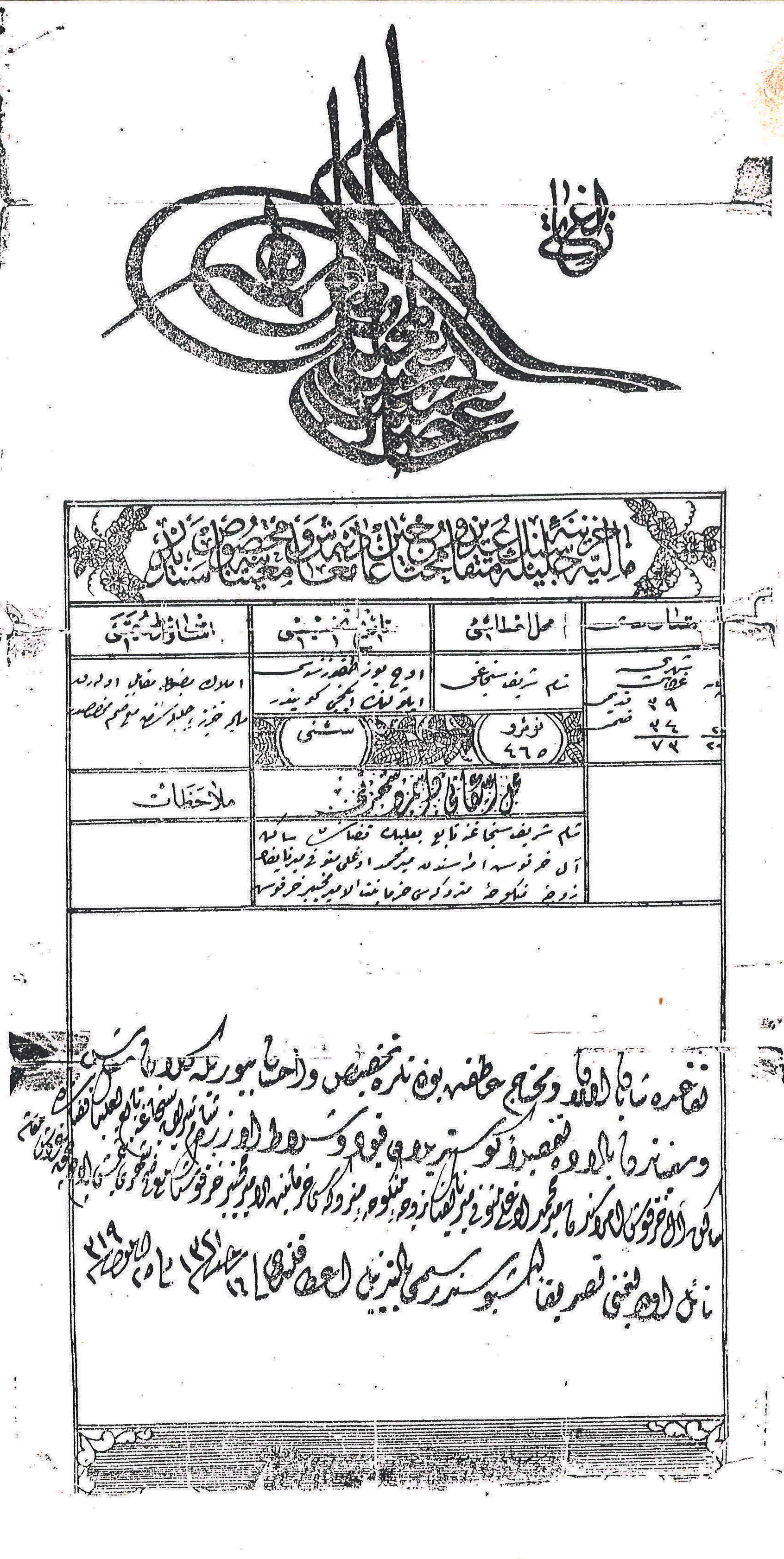
Document officiel ottoman de retraite de l’émir Ahmad Harfouch.
- Document officiel ottoman de retraite de l’émir Moukheiber Harfouch.
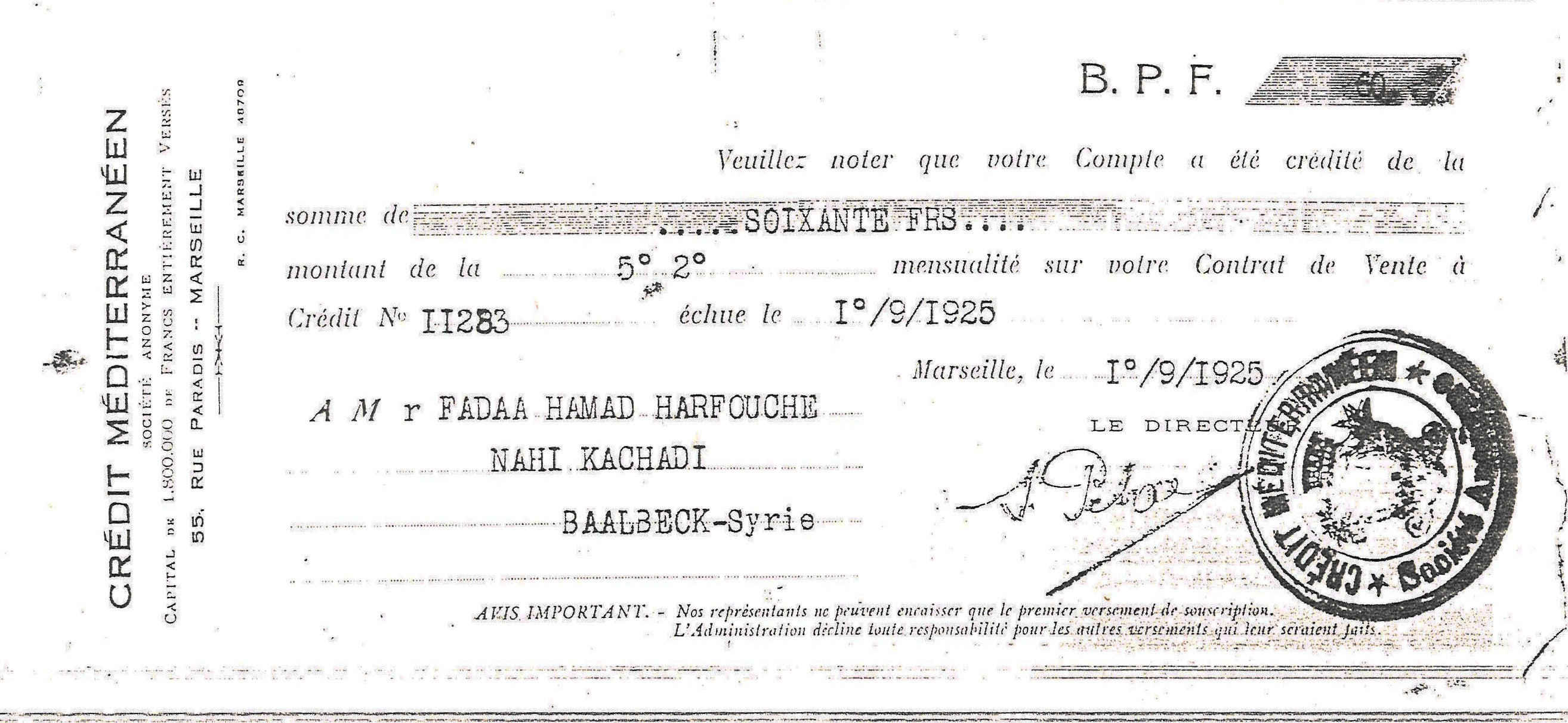
Chèque de la Banque Crédit Méditerranéen à l'ordre de Fadaa Harfouche.
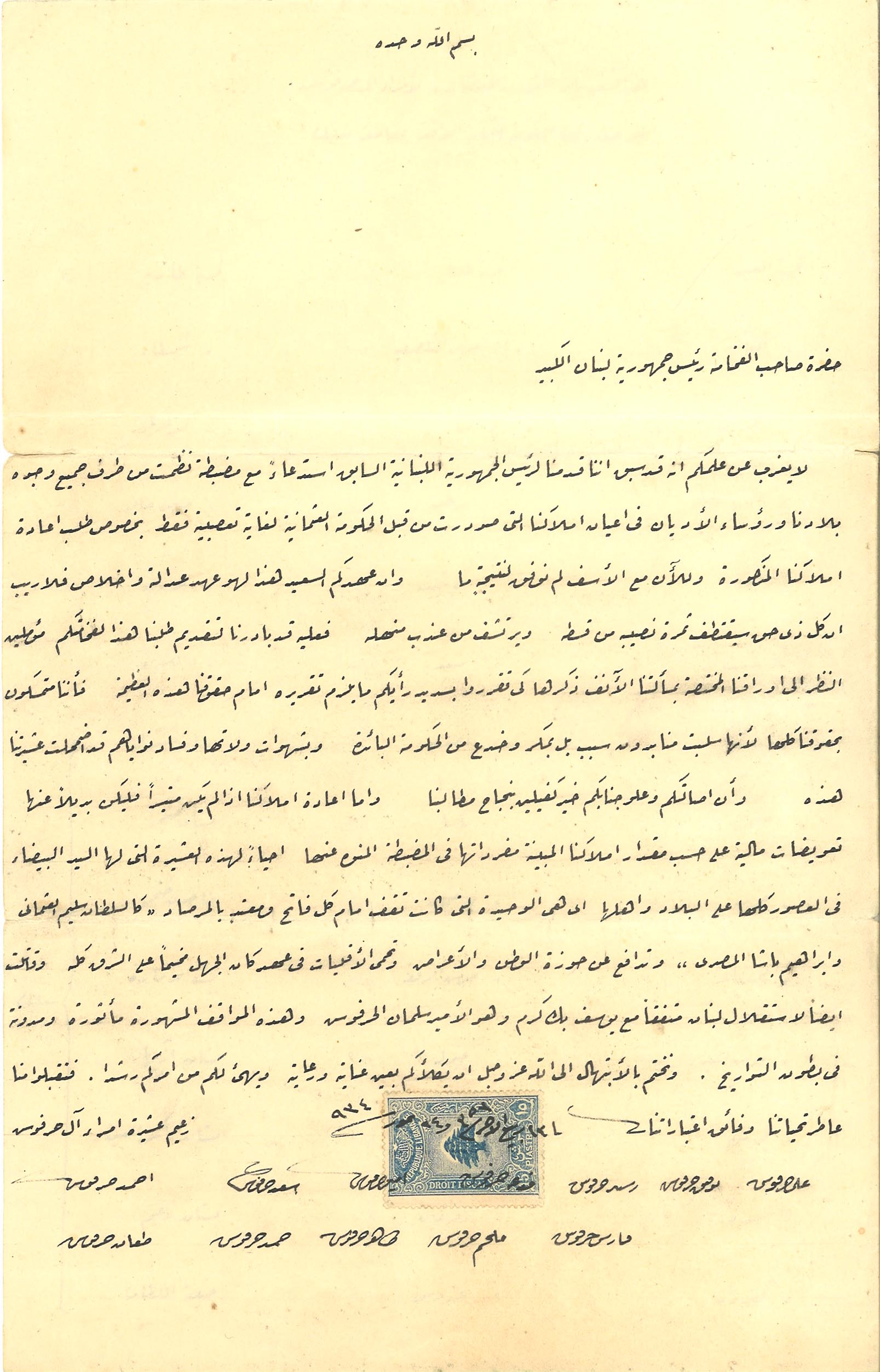
Une lettre signée par le prince Ahmad Harfouch adressée à Habib Pacha El-Saad.
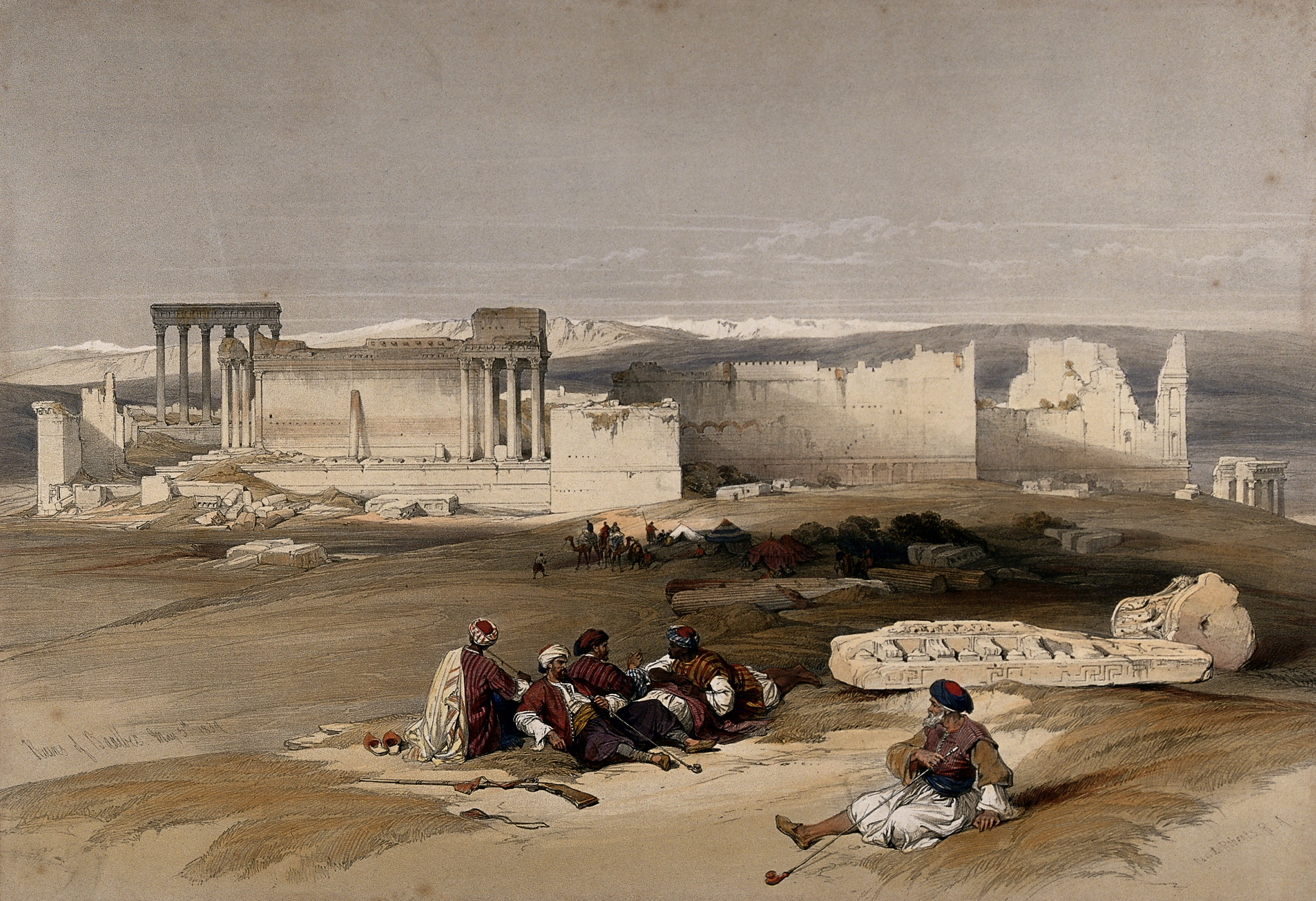
La ville ancienne de Baalbek. Lithographie en couleur dans The Holy Land, Syria, Idumea, Arabia, Egypt, and Nubia, d'après une peinture de David Roberts.
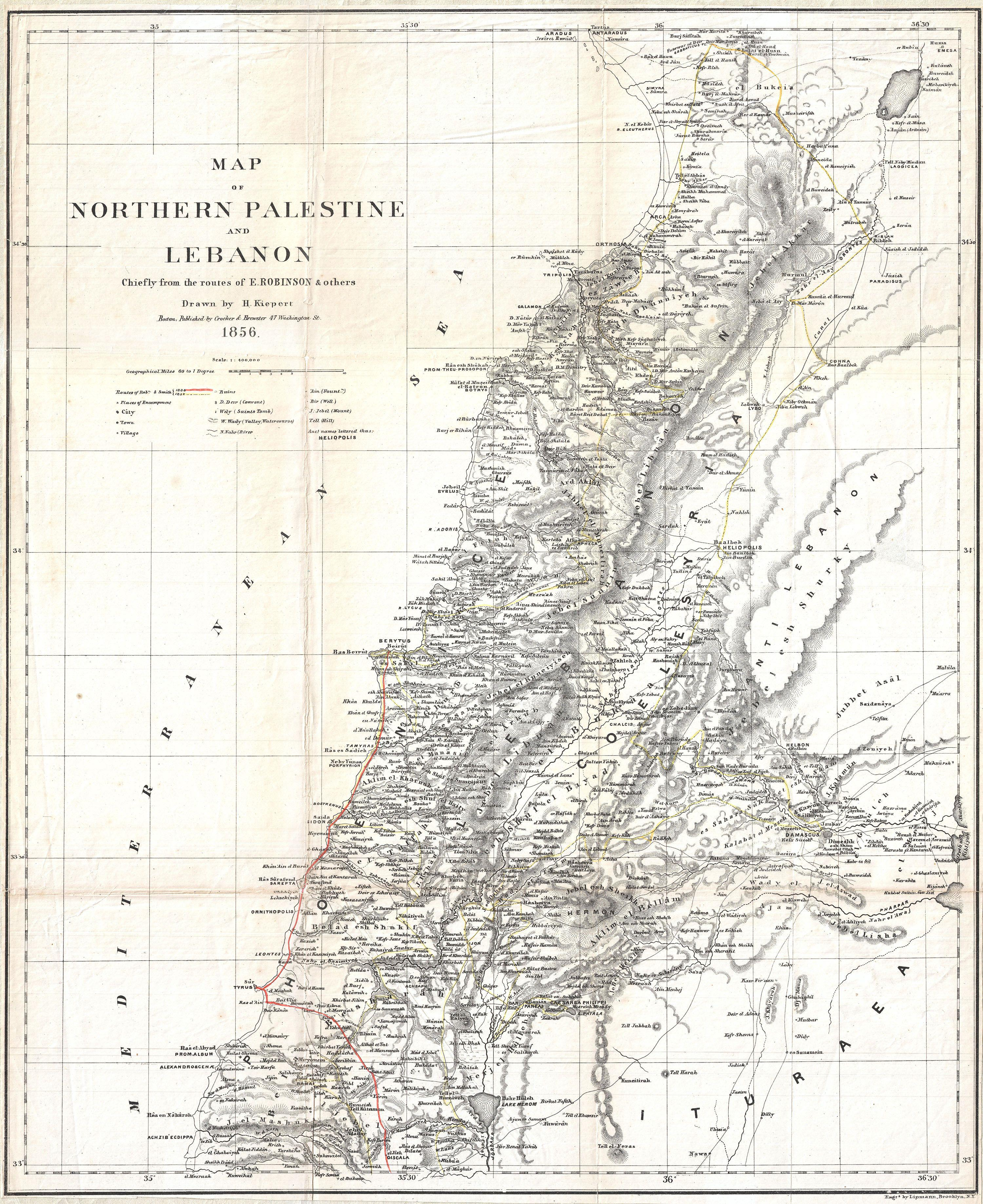
Carte de Kiepert du Liban, 1856.
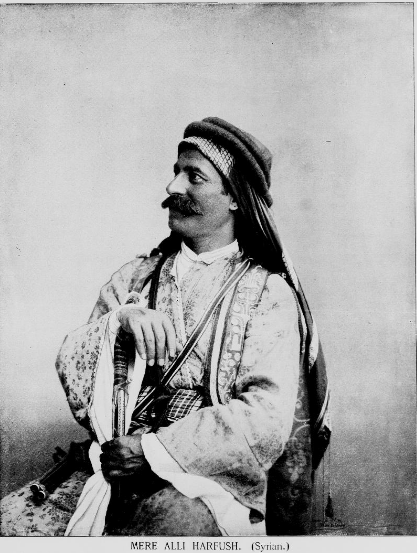
Emir Alli Harfush de Baalbec 1896.
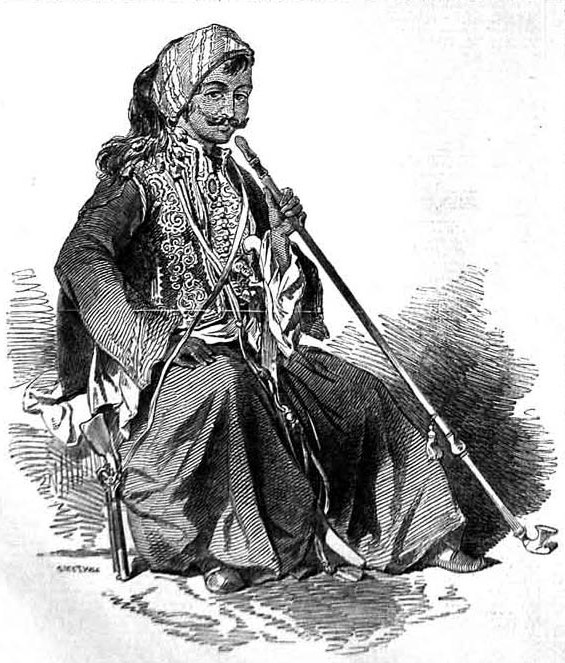
Emir khanjar Harfoush, prince de Baalbec
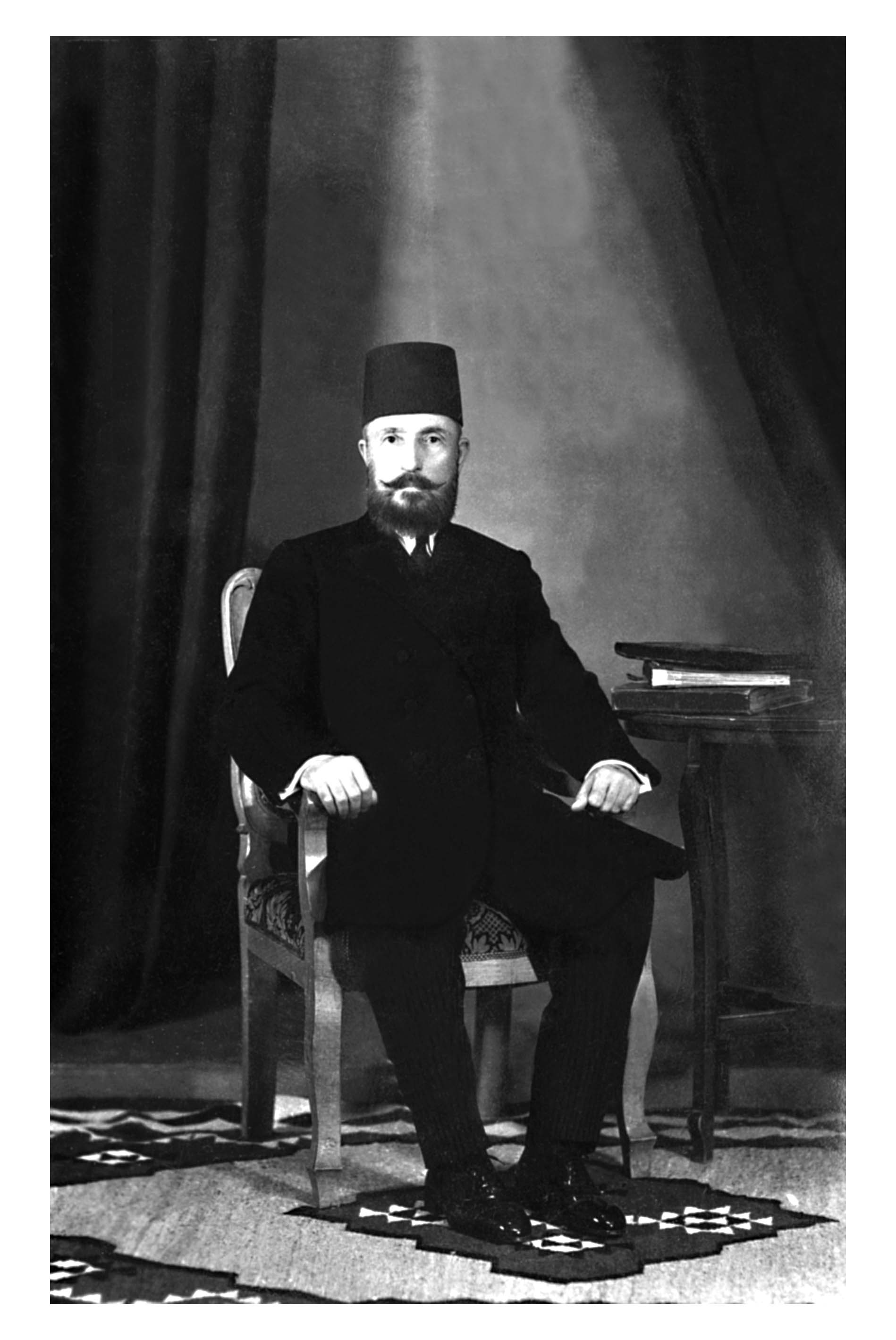
Emir Ahmad al-Harfush

## Sources
- Stefan Winter, The Shiaa of Lebanon under Ottoman Rule, 1516–1788, Cambridge University Press, 11 mars 2010 (ISBN 978-1-139-48681-1, lire en ligne)